# Mavie Bardanzellu
Pour les articles homonymes, voir Bardanzellu.
Mavie Bardanzellu, nom de scène de Maria Vittoria Bardanzellu, née à Luras en Sardaigne le 6 avril 1938 et morte à Rome le 5 février 2022, est une actrice italienne.

## Biographie

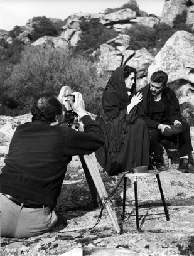
Piero Livi (de dos) et Mavie Bardanzellu sur le tournage de Una storia sarda (1962).

Mavie Bardanzellu commence sa carrière dans la danse, diplômée Prima ballerina assoluta à l'académie de danse classique de Turin puis se rend à Rome, où elle fréquente les cours de Alessandro Fersen (it), selon la méthode Stanislavskij.
En 1962 elle est remarquée par le réalisateur Piero Livi, qui lui confie le premier rôle du film Una storia sarda, dont la trame se déroule en Sardaigne.
Par la suite elle joue des seconds rôles dans divers films : Una questione d'onore de Luigi Zampa, Menage all'italiana de Franco Indovina (1965), Carogne si nasce d'Alfonso Brescia (1968) et in Silvia e l'amore de Sergio Bergonzelli (1968).
En 1967 elle rejoint la compagnie de théâtre d'Alessandro Fersen, en récitant dans « Le Diavolerie », spectacle présenté au Festival dei due mondi de Spolète et au théâtre La Cometa de Rome.
En 1969 elle joue dans le film Beatrice Cenci de Lucio Fulci, La Bataille du Sinaï, un film se déroulant pendant la Guerre des Six Jours (1967), Pelle di bandito, film inspiré de la vie du hors la loi sarde Graziano Mesina (it) présenté à la Mostra Internazionale d'Arte Cinematografica de Venise et Abus de pouvoir (Abuso di potere) de Camillo Bazzoni (1972).
Mavie Bardanzellu abandonne la scène en 1973.

## Filmographie

### Cinéma
- 1962 : Una storia sarda de Piero Livi
- 1965 : Una questione d'onore de Luigi Zampa
- 1965 : Ménage all'italiana de Franco Indovina : Virginia (non créditée)
- 1968 : Cry of Death : Katie Simpson (en tant que Mavì)
- 1968 : Sylvia et l'amour de Sergio Bergonzelli
- 1969 : Liens d'amour et de sang de Lucio Fulci
- 1969 : La Bataille du Sinaï (La battaglia del Sinai ou Hamisha Yamim B'Sinai) de Maurizio Lucidi : Aviva
- 1969 : Pelle di bandito de Piero Livi : Stefania (en tant que Mavì)
- 1972 : Abus de pouvoir de Camillo Bazzoni : femme de Luca (en tant que Mavi)